# Fahrgastverband
Ein Fahrgastverband ist ein Interessenverband der Nutzer des Öffentlichen Personenverkehrs. Zum öffentlichen Verkehr gehören u. a. Busse, Oberleitungsbusse, Straßenbahnen, Stadtbahnen und die Eisenbahn.
Ein Fahrgastverband vertritt die Belange der Fahrgäste gegenüber Verkehrsunternehmen, Infrastrukturbetreibern, Politik sowie der Verwaltung.
Ein Fahrgastverband hat in Deutschland in der Regel die Rechtsform eines eingetragenen Vereins. Es gibt sowohl bundesweite wie auch regionale Gruppen. Die Gliederung bei den bundesweiten Verbänden orientiert sich zum einen regional, also nach einem oder mehreren Bundesländern. Zusätzlich gibt es fachliche Schwerpunkte. Dazu gehören Themen wie Fahrplan, Tarife, Informationen vor, während und nach einer Reise, Fahrgastrechte oder Fahrgastbeteiligung.

## Fahrgastverbände in Deutschland

### Berliner Fahrgastverband IGEB
Die am 3. Juli 1980 in Berlin-Charlottenburg als Interessengemeinschaft Eisenbahn Berlin e. V. (IGEB) entstandene Organisation trägt heute den Namen Interessengemeinschaft Eisenbahn, Nahverkehr und Fahrgastbelange Berlin e. V. (Berliner Fahrgastverband IGEB). Die IGEB ist die älteste Interessenvertretung für Fahrgäste in Deutschland. Anlass zur Gründung der IGEB im Jahr 1980 gab die unbefriedigende Situation der von der Deutschen Reichsbahn betriebenen Fernbahn in West-Berlin, die den Transitverkehr in die Bundesrepublik durchführte. Auch die fehlende Integration der S-Bahn in den Nahverkehr der BVG, die im gleichen Jahr in der Betriebseinstellung wichtiger S-Bahn-Strecken gipfelte, war ein Thema für die IGEB. Mit der Übernahme der S-Bahn durch die BVG konnte der Fahrgastverband einen wichtigen Schritt zum Wiederaufbau der S-Bahn und ihrer tariflichen Einheit mit den übrigen Nahverkehrsmitteln durchsetzen. Daneben beschäftigt sich die IGEB vor allem mit den BVG-Verkehrsmitteln Bus, U-Bahn und Straßenbahn. Sechsmal jährlich (teils durch Doppelausgaben seltener) erscheint die auch freiverkäuflich erhältliche Mitgliederzeitschrift Signal als „verkehrspolitische Zeitschrift für Berlin und Deutschland“.

### Fahrgastverband PRO BAHN
Der  Fahrgastverband Pro Bahn wurde am 28. März 1981 in Wuppertal gegründet.
Er arbeitet ehrenamtlich im Interesse der Fahrgäste. Die Mitglieder „erfahren“ tagtäglich den öffentlichen Verkehr (ÖV) auf Schiene und Straße. Aus diesen Erfahrungen heraus lobt und kritisiert der Verband Akteure und Unternehmen des öffentlichen Verkehrs, erstellt Konzepte, ist in offiziellen Landes-, Bundes- und Europa-Gremien aktiv, sensibilisiert und berät Politiker in Angelegenheiten des öffentlichen Verkehrs, beeinflusst die öffentliche Diskussion durch sachliche Aufklärung über Hintergründe, hält Vorträge und Seminare sowie Fahrgastsprechstunden und Automatenschulungen u.v.a.m.
Der bundesweit aktive gemeinnützige Fahrgastverband ist Gründungsmitglied der Allianz pro Schiene und des Europäischen Fahrgastverbands sowie Mitglied der  Verbraucherzentrale Bundesverband. Der Fahrgastverband Pro Bahn ist Träger des Bundespreises Verbraucherschutz.

### Verkehrsclub Deutschland (VCD)
Der Verkehrsclub Deutschland (VCD) wurde 1986 gegründet. Er umfasst alle Verkehrsarten (Auto, Fahrrad, Bahn) und tritt auch als Fahrgastverband auf. Jährlich publiziert der VCD eine Auto-Umweltliste. Für Autoneukäufer empfiehlt der Verkehrsclub die besonders umweltfreundliche Modelle. Pkws, die vergleichsweise wenig Stickoxide ausstoßen, die sparsam sind und auch in den nächsten Jahren noch in jeder deutschen Innenstadt fahren dürfen.

### Deutscher Bahnkunden-Verband (DBV)
Der Deutsche Bahnkunden-Verband (DBV) entstand im April 1990 zunächst als Pro Bahn Hauptverband der DDR in Ost-Berlin für das Gebiet der Nachwende-DDR.
Schon wegen des technischen Nachholbedarfs und ungewisser Finanzierung war klar, dass auch die Deutsche Reichsbahn – genauso wie die Deutsche Bundesbahn über Jahrzehnte vorher – von Streckeneinstellungen betroffen sein würde. Heute ist der DBV bundesweiter Dachverband für regionale Organisationen.
Der Bahnkundenverband geht vom Sprachverständnis über die Fahrgastvertretung bei Eisenbahnen hinaus und vertritt auch Interessen von Güterverkehrskunden gegenüber den vorgenannten Gruppen.

## Dachverbände

### Europäischer Fahrgastverband (EPF)
Aufgrund des wachsenden Einflusses der EU-Verkehrspolitik beschlossen die Fahrgastorganisationen aus Belgien, Österreich, Großbritannien, Irland, den Niederlanden, Deutschland, der Schweiz, Luxemburgs und Frankreichs Anfang 2002, ihre Kräfte zu bündeln und einen Verband von Fahrgastorganisationen zu gründen, der die Interessen der Nutzer des öffentlichen Verkehrs auf europäischer Ebene fördern kann.
Am 18. Oktober 2002, nach mehreren Vorbesprechungen und einer erfolgreichen Konferenz in Brüssel, wurden die Statuten des Europäischen Fahrgastverbands (EPF) an der ersten Generalversammlung in Gent (Belgien) angenommen und der EPF wurde eine internationale gemeinnützige Vereinigung nach belgischem Recht.
Die belgische Fahrgastorganisation TreinTramBus (früher bekannt als BTTB) wurde zum eingetragenen Sitz und geschäftsführenden Sekretariat des EPF ernannt. Seither ist es dem EPF gelungen, neue Mitglieder zu gewinnen und seine Position als Sprachrohr der Benutzer des öffentlichen Verkehrs in Europa zu etablieren. Im Jahr 2007 wurde der EPF Mitglied der Globalen Allianz für Ökomobilität. 2020 hatte der Europäische Fahrgastverband 37 Mitglieder aus 21 Staaten der Europäischen Union, Norwegens, der Russischen Föderation, der Schweiz und des Vereinigten Königreiches.

### Allianz pro Schiene (ApS)
Die Allianz pro Schiene ist ein gemeinnütziges Verkehrsbündnis, das sich für einen höheren Marktanteil der umweltfreundlichen Schiene im Personen- und Güterverkehr in Deutschland einsetzt. Die Struktur des Bündnisses führt Fahrgastverbände, sowie weitere Akteure aus Wirtschaft und Zivilgesellschaft zusammen. Den Verein tragen sowohl Umweltverbände, Gewerkschaften, Fahrgastorganisationen und Hochschulen ohne Profitinteresse als auch gewinnorientierte Unternehmen. Sie eint das Ziel, die Schiene im Wettbewerb der Verkehrsträger zu stärken. In der Wissenschaft gilt der Verband als „Vorzeigebeispiel einer strategischen Allianz“.

## In anderen Ländern
In Großbritannien fand 2016 als Reaktion auf monatelange Störungen im Nahverkehrsnetz Southern die Gründung der Association of British Commuters statt, einer mit Social Media arbeitenden, neuen Art Fahrgastverband, welcher auf dem Rechtsweg wie auch im Kontakt mit Politikern eine Verbesserung der Situation anstrebt.